# Informe Cica
La Comisión para la investigación del abuso infántil (CICA por sus siglas en inglés) consiste en un conjunto de acciones iniciadas por el gobierno de Irlanda para investigar la extensión y efectos del abuso en niños desde 1936 en adelante. Se conoce popularmente en Irlanda como la comisión Ryan (y anteriormente como la "comisión Laffoy"), por su responsable, Seán Ryan (juez irlandés). El trabajo de la comisión comenzó en 1999 e hizo público su informe el 20 de mayo de 2009. 
La competencia de la comisión abarcaba la investigación de todas las formas de abuso infantil en las instituciones irlandesas para niños. La mayoría de las alegaciones que se investigaron fueron en relación con el sistema de sesenta internados operados por órdenes de la Iglesia Católica y supervisados por el ministerio de educación irlandés.
El informe de la comisión concluye que los testimonios demuestran más allá de cualquier duda que el sistema entero trató a los niños más como prisioneros y esclavos que como personas con derechos legales y potencial humano; que los encargados religiosos apoyaron las palizas rituales y protegieron sus órdenes con una cultura de servidumbre y secretismo; y que los inspectores del gobierno fueron incapaces de parar los abusos.
Entre las alegaciones más brutales se encontraban palizas y violaciones, sometimiento a apaleamientos desnudos en público, sexo oral forzado e incluso palizas como represalia ante intentos fallidos de violación por parte de los hermanos religiosos. Estos abusos han merecido el calificativo de el holocausto irlandés.
El abuso se describe como endémico en las instituciones de niños varones. El periódico británico The Guardian describió los abusos como "la sustancia de las pesadillas", citando los adjetivos usados en el informe: abusos "sistémicos, omnipresentes, crónicos, excesivos, arbitrarios y endémicos".
Las conclusiones del informe (capítulo 6º) apoya el tono global de las acusaciones sin excepción. Sin embargo, las recomendaciones posibles de la comisión estaban limitadas por dos normas impuestas por el gobierno irlandés y en consecuencia no incluyen peticiones de persecución o sanción para ninguna de las partes involucradas en los abusos.

## Trasfondo
El segundo capítulo del informe traza la historia de la asistencia institucional a niños en irlanda.
Las actas del parlamento del Reino Unido habían instituido:
- Reformatorios para criminales jóvenes en 1858
- Escuelas industriales para niños pobres y huérfanos en 1868

Allí podrían aprender habilidades para vivir, alimentarse y ser educados. Esto se consideró una mejora respecto al sistema anterior de casas de trabajo. El duro sistema mejoró a lo largo de las décadas, en particular en el acta infantil de 1908 (Children Act) presentada por el gobierno liberal (1905-1915). El informe de 2009 trata cada tipo de escuela separadamente aunque se refiere a todas ellas en general con el término "instituciones residenciales" (residential institutions)
Cuando los niños provenían de familias católicas, la Iglesia católica insistía en supervisas su cuidado y educación y operó la mayoría de estas instituciones en Irlanda. Algunos autores católicos irlandeses durante el periodo 1900-1910 como Michael McCarthy (abogado) y Frank Hugh O'Donnell criticaron el sistema de financiación público sin audición del que disfrutaba la Iglesia; así como la supervisión inadecuada de las instituciones. Estas críticas fueron desoídas por el creciente movimiento nacionalista irlandés, que recibía firme apoyo por la Iglesia, y por la administración británica en Dublín.

## Sucesión por el Estado libre irlandés
Tras el establecimiento del Estado libre irlandés en 1922, apenas se hizo nada por mejorar el acta de 1908 y asegurar el cumplimiento de sus normas, en particular las de castigo físico. El propósito del acta era humanizar las escuelas industriales, reformatorios y orfanatos así como reducir el castigo físico. Las regulaciones del acta de 1908 permanecieron en vigor en Irlanda casi sin cambios hasta los años setenta mientras que en el resto de Europa se adoptaron sistemas más desarrollados, sobre todo a partir de 1945. En contraste, el acta infantil de 1941, esbozada en el breve tiempo en que Éamon de Valera fue ministro de educación, redujo la edad mínima de los internos por debajo de los seis años, permitiendo así que niños pequeños fueran separados de sus padres aludiendo pobreza.
Desde la década de 1850 la gestión cotidiana había pasado a varias órdenes afiliadas a la Iglesia católica, debido a las insistencias por parte de esta de educar a sus miembros más jóvenes. La tarea de la administración británica en Irlanda y posteriormente (1922) del ministerio de educación irlandés era la de mirar hacia otro lado. También hubo cinco escuelas anglicanas, la última cerró en 1917. Los gastos de mantenimiento corrían a cargo del ministerio según el número de internos sin que las cuentas de cada escuela fueran jamás publicadas. Con el tiempo las órdenes religiosas acostumbraron a replicar cualquier queja oficial apuntando sencillamente al bajo coste por interno.
Thomas Derrig revisó el sistema durante 1933-36 pero no lo modificó, como sí hizo el acta infantil de 1941. La fuerte posición antibritánica durante el proceso de independencia irlandés (1916-23) puede estar detrás de la negativa de Derrig de adoptar reformas similares a las operadas en Gran Bretaña en 1923 y 1933. El informe Cussen (1936), crítico con el sistema y el del sacerdote Flanagan (1946-48) fueron silenciados. El arzobisco McQuaid en Dublín inició una investigación privada en 1962 pero esta también fue silenciada.
Otras organizaciones como la Sociedad Irlandesa para la Prevención de Crueldad hacia la Infancia (SIPCI, conocida antes de 1956 como la Sociedad Nacional para la Prevención de Crueldad hacia la Infancia SNPCI) estuvieron involucradas también en el internamiento de niños, a falta de alternativas. En torno al 60% de los casos eran iniciados por los padres. En la década de 1940 SIPCI declaró que el pago de mejores ayudas sociales a las familias era más económico que aumentar el pago per cápita a los reformatorios y escuelas.
El número de internos alcanzó el máximo en el primer lustro de 1940. El númbero disminuyó después de aprobar las asignaciones por hijo en la década de 1940. El acta de adopción de 1952, la mejora económica del país y otras medidas sociales redujeron el número de niños necesitados en la década de 1950. La vergüenza de la familia empujó con frecuencia a madres solteras a ingresar en asilos de las Magdalenas.

## Informe público
El informe de la comisión se publicó el 20 de mayo de 2009 en cinco volúmenes con un resumen ejecutivo de 43 conclusiones y 20 recomendaciones.

### Conclusiones
Las conclusiones incluyen:
Global. El abuso físico y emocional y el abandono fueron característica de las instituciones. En muchas instituciones, sobre todo las masculinas, hubo abusos sexuales. Las escuelas se regían a la forma de un regimiento que imponía disciplina opresiva y más allá de lo razonable en los niños e incluso en los empleados.
Abuso físico. Los reformatorios y las escuelas industriales ejercían el control rígido de los internos a través de severos castigos corporales y del miedo a dichos castigos. Un clima de miedo, creado por el arbitrario, excesivo y omnipresente castigo penetraba en la mayoría de las instituciones y en todas las operadas para niños varones. Los niños vivían con el terror permanente de no saber dónde ocurriría la siguiente paliza.
Abuso sexual. El abuso sexual era endémico en las instituciones para niños varones. Las escuelas investigadas revelaron un nivel sustancioso de abuso sexual de los niños a su cargo que se extendía desde tocamientos y caricias inadecuadas hasta la violación con palizas. Los perpetradores de abusos eran capaces de operar sin ser detectados durante largos periodos en el mismo corazón de las instituciones. Cuando las autoridades religiosas eran enfrentas a la evidencia del abuso sexual, la respuesta consistía en transferir al agresor a otra institución donde, en muchos casos, podía continuar con los abusos tranquilamente. La seguridad general de los niños no se tomaba en consideración. La situación en las instituciones de niñas era diferente. A pesar de que las niñas sufrían acoso sexual por parte de los empleados y visitantes masculinos o durante los trabajos en el exterior, el abuso sexual no llegó al grado de sistémico en las escuelas femeninas.
Abandono. La mayoría de denunciantes, tanto masculinos como femeninos, informó de bajos niveles de atención material. Los niños estaban a menudo hambrientos a causa de alimentos inadecuados, poco nutritivos y mal preparados en muchas escuelas. Las estancias eran frías, espartanas y desoladoras. Las instalaciones sanitarias eran primitivas en la mayoría de escuelas masculinas y los baños y aseos eran también deficientes.
Abuso emocional. Los testigos relataron ser despreciados y ridiculizados a diario. Los asuntos privados, como las necesidades fisiológicas y la higiene personal, se usaban como oportunidades para degradar y humillar. La denigración personal y familiar estaba ampliamente extendida. Había constantes críticas y abuso verbal y los niños tenían que escuchar que no valían para nada.
Supervisión por el ministerio de educación. El sistema de inspección del ministerio fallaba a un nivel básico y era incapaz de ser efectivo. Las quejas que los padres y otras personas hicieron al ministerio no se investigaron adecuadamente. El ministerio no aplicó la normativa y sus propias reglas cuando investigó las quejas, sino que buscó proteger y defender a las congregaciones religiosas y las escuelas. El ministerio trató inadecuadamente las quejas sobre abuso sexual, que fueron generalmente rechazadas o ignoradas.
1. ↑  Ryan Report Chapter 2; History Archivado el 23 de mayo de 2009 en Wayback Machine.
2. ↑  «Executive Summary». The Commission to Inquire into Child Abuse. 20 de mayo de 2009. Consultado el 20 de mayo de 2009.
3. ↑  «Abuse report - At a glance». BBC News. 20 de mayo de 2009. Consultado el 20 de mayo de 2009.

- Datos: Q1129619